# Чемпионат мира по фехтованию 1983
Чемпионат мира по фехтованию в 1983 году проходил в Вене (Австрия) с 20 по 30 июля. Среди мужчин соревнования проходили в личном и командном зачёте по фехтованию на саблях, рапирах и шпагах, среди женщин — только первенство на рапирах в личном и командном зачёте.

## Общий медальный зачёт
| Место | Страна    | Золото | Серебро | Бронза | Всего |
| ----- | --------- | ------ | ------- | ------ | ----- |
| 1     | ФРГ       | 2      | 3       | 0      | 5     |
| 2     | Италия    | 2      | 2       | 3      | 7     |
| 3     | СССР      | 2      | 0       | 0      | 2     |
| 4     | Болгария  | 1      | 0       | 1      | 2     |
| 5     | Франция   | 1      | 0       | 0      | 1     |
| 6     | Венгрия   | 0      | 1       | 1      | 2     |
| 7     | ГДР       | 0      | 1       | 0      | 1     |
| 7     | Швейцария | 0      | 1       | 0      | 1     |
| 8     | Китай     | 0      | 0       | 1      | 1     |
| 8     | Куба      | 0      | 0       | 1      | 1     |
| 8     | Польша    | 0      | 0       | 1      | 1     |
| Всего | Всего     | 8      | 8       | 8      | 24    |

## Медалисты

### Мужчины
| Дисциплина                  | Золото                                                                                        | Серебро                                                                            | Бронза                                                                                              |
| --------------------------- | --------------------------------------------------------------------------------------------- | ---------------------------------------------------------------------------------- | --------------------------------------------------------------------------------------------------- |
| Шпага Личное первенство     | Эльмар Боррман                                                                                | Даниэль Гигер                                                                      | Анджело Маццони                                                                                     |
| Шпага Командное первенство  | Франция · Оливье Ленгле · Филипп Буасс · Мишель Салесс · Жан-Мишель Анри                      | ФРГ Александер Пуш Эльмар Боррман Рафаэль Никель Фолькер Фишер                     | Италия · Сандро Куомо · Роберто Манци · Стефано Беллоне · Анджело Маццони                           |
| Рапира Личное первенство    | Александр Романьков                                                                           | Матиас Гей                                                                         | Мариан Сыпневский                                                                                   |
| Рапира Командное первенство | ФРГ Харальд Хайн Маттиас Бер Клаус Райхерт Франк Бек Матиас Гей                               | ГДР · Адриан Германус · Клаус Коцман · Хартмут Беренс · Йенс Хове                  | Куба · Игнасио Гонсалес · Педро Эрнандес · Эфигенио Фавиер · Оскар Гарсиа                           |
| Сабля Личное первенство     | Васил Этрополски                                                                              | Джанфранко Далла Барба                                                             | Христо Этрополски                                                                                   |
| Сабля Командное первенство  | СССР · Андрей Альшан · Георгий Погосов · Виктор Кровопусков · Михаил Бурцев · Хусейн Исмаилов | Венгрия · Имре Буйдошо · Имре Гедёвари · Дьёрдь Небальд · Дьёрдь Варга · Имре Абаи | Италия · Джованни Скальцо · Микеле Маффей · Фердинандо Мельо · Джанфранко Далла Барба · Марко Марин |

### Женщины
| Дисциплина                  | Золото                                                                           | Серебро                                                                    | Бронза                                                                    |
| --------------------------- | -------------------------------------------------------------------------------- | -------------------------------------------------------------------------- | ------------------------------------------------------------------------- |
| Рапира Личное первенство    | Дорина Ваккарони                                                                 | Карола Чикконетти                                                          | Луань Цзюйцзе                                                             |
| Рапира Командное первенство | Италия · Дорина Ваккарони · Карола Чикконетти · Анна Рита Спарачари · Клара Моки | ФРГ Корнелия Ханиш Ингрид Лозерт Сабина Бишофф Уте Вессель Кристиане Вебер | Венгрия · Эдит Ковач · Жужанна Яноши · Каталин Дьёрффи · Гертруд Штефанек |